# Luciano Frigerio
Luciano Frigerio (Desio, 21 maggio 1928 – Sanremo, 11 aprile 1999) è stato un designer, artista e musicista italiano.

## Biografia
Luciano Frigerio nasce a Desio nel 1928. Il padre Giovanni avvia, dal 1889, una bottega di alta ebanisteria artigiana.
Luciano frequenta la scuola materna presso il Collegio Paola di Rosa in Desio, dove trova come compagno di banco Tommaso Giussani che verrà in seguito nominato, durante la sua carriera ecclesiastica, Monsignore. Questa amicizia e reciproca stima si consoliderà nel tempo tanto da far commissionare dallo stesso Monsignor Giussani nel 1982, per Papa Giovanni XXIII, due leggii che sono tuttora visibili nella Basilica di S. Pietro e Paolo a Roma, posizionati sotto l'altare del Bernini.
Luciano Frigerio compie gli studi tecnico amministrativi presso il Collegio Pio XI, diplomandosi in ragioneria e coltivando già dalla sua adolescenza due grandi passioni: la progettazione del mobile e la composizione per la musica.
Il pianoforte lo accompagnerà sempre, le riunioni con i suoi amici musicisti diventeranno una consuetudine, portandolo a comporre diversi brani di musica jazz e d'ascolto, alcuni dei quali interpretati e suonati dal flautista Severino Gazzelloni. Nel 1977 ottiene la qualifica di Maestro compositore e, con l'iscrizione all'albo, ottiene i diritti d'autore delle sue musiche che vengono trasmesse da radio Rai.
La realtà socio-economica della Brianza, offriva in quegli anni, forti possibilità imprenditoriali nell'arte del mobile.
La lettura di testi e riviste del settore che si faceva inviare dagli Stati Uniti già dagli anni '60, le assidue frequentazioni di prestigiose botteghe canturine, dove si incontravano di sovente, capiscuola come Gio Ponti, Franco Albini, Carlo De Carli e Tapio Wirkkala, trasformavano la sua azienda familiare in un'azienda che guardava al mercato internazionale. Nel 1973 gli fu conferita l'onorificenza di Commendatore della Repubblica Italiana.
Uno staff di tecnici che lavoravano a stretto contatto con Frigerio lo aiutarono a concretizzare il suo sogno: il mobile come pezzo unico, realizzato combinando e sommando tutte le materie d'eccellenza possibili. Da qui nacquero i Mobili scultura in legno massello e le testate per Letti scultura in fusione di bronzo che testimoniano uno stile nuovo, diverso e contrapposto alla produzione industriale di quell'epoca.
Negli anni, nasce la collaborazione con alcuni famosi architetti e designer italiani tra i quali Franco Albini, Sergio Asti ed in seguito Paolo Portoghesi. Luciano Frigerio chiede loro di disegnare dei mobili da poter realizzare in bottega, da capitolato artigianale, con serie numerate e firmate con la convinzione che un architetto può disegnare un mobile anche come pezzo unico d'alta ebanisteria e non solo mobili per la produzione industriale.
Questa filosofia porta l'azienda dagli anni 1970 agli anni 1990 all'apertura di dieci show-room nelle maggiori città italiane, tra cui quello di via Montenapoleone a Milano dove allora anche gli stilisti di alta moda avevano sartorie artigianali.
Nel 1989 gli verrà decretata la nomina di Cavaliere dell'Ordine Equestre del Santo Sepolcro di Gerusalemme.
Molti mobili e oggetti disegnati da Frigerio sono presenti in importanti gallerie d'arte italiane e all'estero. Molti i riconoscimenti ricevuti in varie occasioni: Salone Internazionale del Mobile Italiano dal 1975 al 1993, Mobillevante Bari dal 1974 al 1983, Abitare il Tempo 1989-90-91-92.
Nel 1972: NSID certification of trade membership , the national society of interior designers.
Mostre permanenti a Milano: Galleria del Sagrato 1959-1963, Mostra permanente Galleria Vittorio Emanuele 1964* 1967, Mostra permanente "Art Gallery" via Montenapoleone 1968-1989.
Muore nella città di Sanremo nel 1999.

## Opere più famose

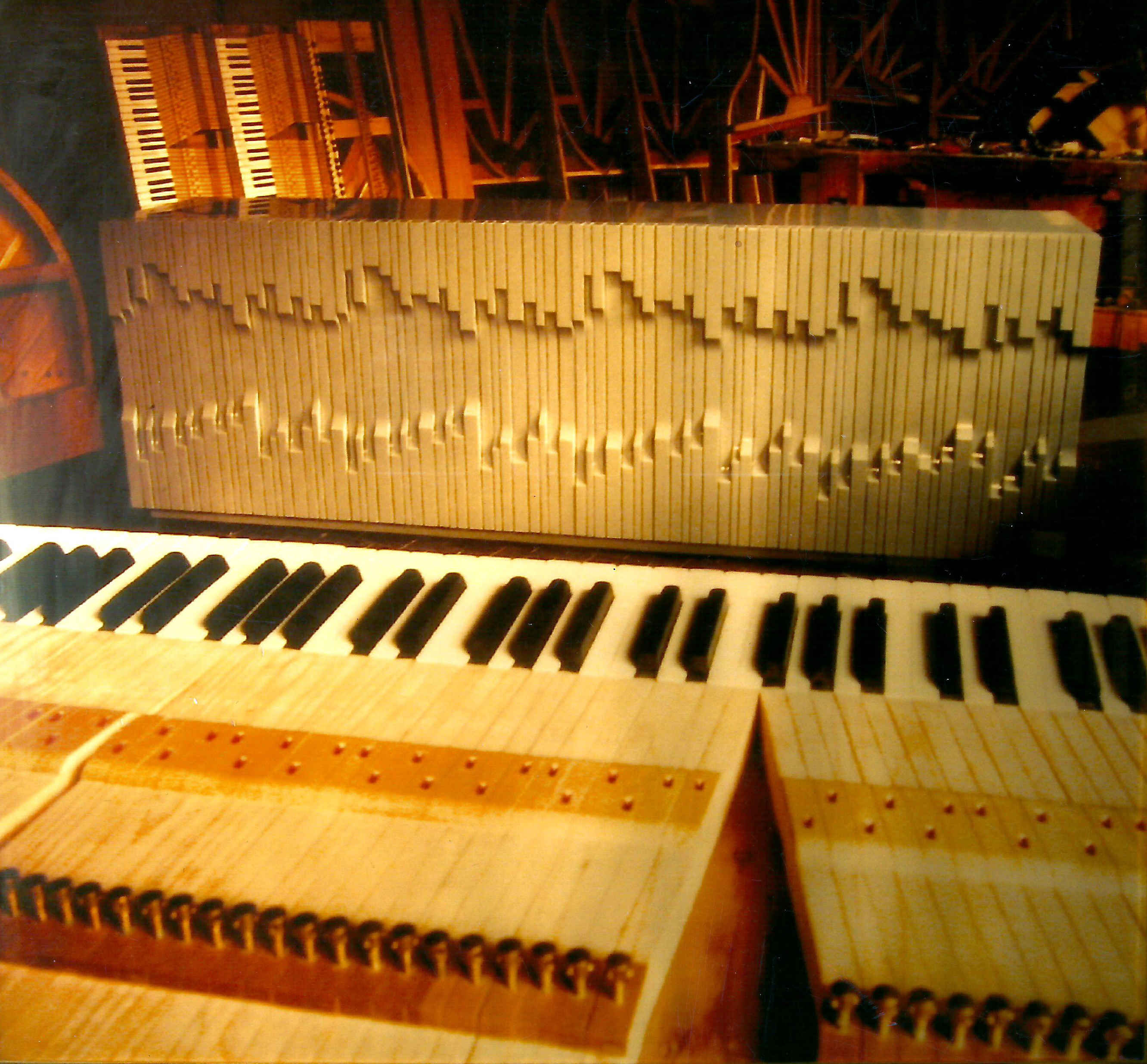
Il mobile Norman, tratto dalla collezione Sculptura 99 (1966 * 1976)

- Collezione Sculptura 99(1966-1976) - Sono multipli di 99 pezzi rappresentati da mobili realizzati con doghe in massello visti come sculture. Uno dei pezzi più conosciuti è il modello Norman.
- Collezione Il mito in poltrona (1966-1976) - Sono salotti con strutture in legni masselli e rivestimenti cuciti da maestri sellai e tappezzieri. La poltrona modello Ussaro ed il salotto Can-Can-Can sono i più rappresentativi.
- Collezione Ultrabronzo 99 (1960-1970) - Sono multipli di 99 pezzi rappresentati da testate di letti realizzati con fusioni di bronzo e masselli di ottone pieno. Viene prodotta anche una collezione di complementi di arredamento tra i quali alcuni oggetti disegnati da Sergio Asti.
- Collezione Giò Frigerio (1968-1978) - Rappresenta il design italiano nell'alto artigianato. Letti in metallo disegnati anche da Franco Albini e Sergio Asti.
- Collezione Il mobile intarsiato (1980-1990) - Sono mobili realizzati con intarsi lignei policromi. Luciano Frigerio si ispira ai grandi architetti e pittori del novecento come Le Corbusier e Picasso. Uno dei pezzi più rappresentativi è il modello Jeanneret.

## Discografia
- Album "Ritratti in musica" Music by L. Frigerio e G. Galvagni, Amarcord Records 1982.
- Album "Concerto per una donna* Severino Gazzelloni" Orchestra Mario Rusca, Music by L. Frigerio e G. Galvagni, FonitCetra 1984.
- Album "Rapsodie",  Music by L. Frigerio e G. Galvagni, Orchestra sinfonica dell'Unione Musicisti di Roma – diretta da Elvio Monti, Penta Phone 1988.